# Matrigna (Cenerentola)
La matrigna è un personaggio immaginario della fiaba di Charles Perrault e dei fratelli Grimm Cenerentola, della quale rappresenta l'antagonista principale.

## Storia originale
Nella fiaba originale di Perrault la matrigna ha un ruolo minore. Viene brevemente menzionata nel prologo, in cui viene detto che è una donna vedova ed estremamente superba con due figlie identiche a lei. Ella si risposa con il padre di Cenerentola, anch'egli vedovo. Riesce a comandare il marito a bacchetta, e da quel momento Cenerentola viene schiavizzata dalla matrigna e dalle sue figlie, che la chiamano solo col nomignolo "Cenerentola", dalla cenere di cui la ragazza si sporca dormendo accanto al camino.
Da questo momento in poi la matrigna non viene più nominata, così come suo marito, lasciando il ruolo di principali antagoniste alle sorellastre. Non è specificato se accompagni le sue figlie al ballo e anche nel finale, in cui queste ultime vengono perdonate da Cenerentola e invitate a vivere a palazzo, non viene rivelato quale sorte tocchi alla loro madre.
Nella versione dei Grimm assume un ruolo maggiore, tormentando Cenerentola con continue richieste di raccogliere lenticchie dal pavimento e di separare quelle buone dalle cattive una ad una. Inoltre, spinge le figlie a mentire, tagliandosi il tallone e l'alluce pur di farsi entrare la scarpetta dorata della figliastra, azione che porterà le due ragazze a essere punite con la cecità dagli uccelli magici protettori di Cenerentola.

## Adattamenti
La matrigna appare in diversi adattamenti della fiaba:
Opera lirica
- Cendrillon (1810): è sostituita da un patrigno, Barone di Montefiascone
- Agatina, o la virtù premiata (1814): è sostituita da un patrigno, Don Magnifico
- La Cenerentola (1817): è sostituita da un patrigno, Don Magnifico
- Cendrillon (1895): si chiama Madame de la Haltière.

Film
- Cinderella (1911)
- Cinderella (1914): interpretata da Isabel Vernon
- Cinderella (1937)
- Cenerentola (1949): è sostituita da un patrigno (Don Magnifico), interpretato da Vito De Taranto
- La scarpetta di vetro (The Glass Slipper) (1955): interpretata da Elsa Lanchester, doppiata in italiano da Franca Dominici
- La meravigliosa favola di Cenerentola (Sinderella külkedisi) (1971): interpretata da Hikmet Gül, doppiata in italiano da Adriana De Roberto
- Tre nocciole per Cenerentola (Tři oříšky pro Popelku) (1973): interpretata da Carola Braunbock
- La scarpetta e la rosa (The Slipper and the Rose) (1976): interpretata da Margaret Lockwood, doppiata in italiano da Anna Miserocchi
- Cenerentola (Aschenputtel) (1989): interpretata da Krista Stadler
- The Magic Riddle (1992): doppiata in italiano da Lucia Valenti
- Cenerentola (Cinderella) (1997): interpretata da Bernadette Peters, doppiata in italiano da Vittoria Febbi
- La leggenda di un amore (Ever After) (1998): interpretata da Anjelica Huston, doppiata in italiano da Ada Maria Serra Zanetti
- Cenerentola per sempre (Cinderella) (2000): interpretata da Kathleen Turner, doppiata in italiano da Melina Martello
- Storia di una principessa (Confessions of an Ugly Stepsister) (2002): interpretata da Stockard Channing
- Cinderella Story (2004): interpretata da Jennifer Coolidge
- Another Cinderella Story (2008): interpretata ad Jane Lynch
- Cenerentola (Cinderella) (2015): interpretata da Cate Blanchett, doppiata in italiano da Claudia Catani
- Descendants 2 (Descendants 2) (2017): interpretata da Naomi Simpson, doppiata in italiano da Daniela Debolini
- Cenerentola (Cinderella) (2021): si chiama Vivian, interpretata da Idina Menzel, doppiata in italiano da Serena Autieri.

Film d'animazione
- Cenerentola e gli 007 nani (Happily N'Ever After) (2007): la matrigna si chiama Frieda ed è la cattiva principale della storia. Scoperto che la sua storia si è ripetuta per anni con la vittoria della figliastra, Frieda s'impossessa del bastone del mago che controlla l'equilibrio fra bene e male, e guida i cattivi alla conquista del regno delle fiabe.
Doppiata in originale da Sigourney Weaver e in italiano da Ada Maria Serra Zanetti.

Serie e miniserie televisive
- Le favole più belle (Festival of Family Classics): doppiata in italiano da Franca Dominici
- Nel regno delle fiabe (Shelley Duvall's Faerie Tale Theatre) (1985): interpretata da Eve Arden
- Le fiabe son fantasia (Grimm Meisaku Gekijou) (1987): doppiata in italiano da Lia Barbieri
- Le fiabe più belle (Anime Sekai no Dowa) (1995): doppiata in originale da Yumi Nakatani e in italiano da Tullia Piredda
- Cenerentola (Cinderella Monogatari) (1995): doppiata in originale da Toshiko Sawada e in italiano da Annamaria Mantovani
- Simsalagrimm (Simsala Grimm) (1999)
- Le più belle fiabe dei fratelli Grimm (Sechs aud einen Streich) (2011): interpretata da Barbara Auer
- Cenerentola (2011): interpretata da Natalia Wörner, doppiata in italiano da Laura Boccanera
- C'era una volta (Once Upon a Time) (2017): Nella sesta stagione è interpretata da Lisa Banes e doppiata in italiano da Melina Martello. Nella settima stagione è interpretata da Gabrielle Anwar e doppiata in italiano da Claudia Razzi

### Versione Disney

Lady Tremaine nella versione disney.

La matrigna appare negli adattamenti animati della Disney, in cui è stata chiamata Lady Tremaine:
- Cenerentola (1950), doppiata in originale da Eleanor Audley e in italiano da Tina Lattanzi (doppiaggio del 1950) e Franca Dominici (doppiaggio del 1967)
- Cenerentola II - Quando i sogni diventano realtà (2002), doppiata in originale da Susanne Blakeslee e in italiano da Angiolina Quinterno
- Cenerentola - Il gioco del destino (2007), doppiata in originale da Susanne Blakeslee e in italiano da Melina Martello

In Cenerentola, Lady Tremaine è introdotta nel film quando il padre di Cenerentola, un nobile vedovo, capisce che la sua figlia ha bisogno delle cure di una madre e per questo sposò Lady Tremaine, una vedova di nobile famiglia. La donna ha due figlie vicine d'età a Cenerentola: Genoveffa (la maggiore) e Anastasia (la minore) e anche un gatto di nome Lucifero. Lady Tremaine inizialmente è gentile con Cenerentola, almeno fino alla morte del nuovo marito, quando mostra la sua natura di donna perfida, crudele ed egoista, determinata a favorire gli interessi suoi e delle sue figlie a discapito di Cenerentola, la cui bellezza metteva anche in risalto il brutto aspetto di Anastasia e Genoveffa. Per nasconderla dai pretendenti la obbliga persino a diventare serva nella sua stessa casa. Nel corso del film, Lady Tremaine ferisce moralmente Cenerentola in varie occasioni, e cerca di evitare invano che ella sposi il principe.
La sua seconda apparizione fu nel seguito direct-to-video Cenerentola II - Quando i sogni diventano realtà (2002). In questo film ha un ruolo marginale, ed è perlopiù impegnata a impedire ad Anastasia, innamorata di un fornaio, di accompagnarsi a un plebeo.
La sua ultima apparizione è nel secondo seguito, Cenerentola - Il gioco del destino (2007). Questa volta, ella riesce a impadronirsi della bacchetta magica della Fata Smemorina, rubata da Anastasia. La matrigna usa la magia per tornare indietro nel tempo e per far calzare la scarpetta di cristallo ad Anastasia. Il Principe si accorge che quest'ultima non è la fanciulla che ha danzato con lui al ballo, ma Lady Tremaine modifica i suoi ricordi così che egli la sposi senza alcun sospetto. Cenerentola prova a riprendere la bacchetta, ma il suo tentativo fallisce, e Lady Tremaine ordina che sia imbarcata per essere bandita dal regno. Il Principe però, avvisato dai topolini, riesce a salvare Cenerentola e l'incantesimo si spezza. La matrigna allora trasforma Anastasia in un clone di Cenerentola, perché la sostituisca al matrimonio. La vera Cenerentola viene quindi rinchiusa in una carrozza maledetta, tuttavia ella riesce a liberarsi e a raggiungere il luogo della cerimonia. In quel momento, Anastasia si rende conto che quello per lei non sarebbe il vero amore, e non pronuncia il fatidico "sì". Lady Tremaine, furibonda, esce allo scoperto e da alla figlia dell'ingrata ma Anastasia ribadisce che vuole essere amata per quello che è. A quelle parole Lady Tremaine è decisa a trasformare Anastasia(e anche Cenerentola, intervenuta in quel momento per calmare la situazione) in un rospo, su suggerimento di Genoveffa. Ma la spada del Principe riflette la magia rispedendola al mittente, e così sono Lady Tremaine e Genoveffa a essere trasformate in rospi. Successivamente le due riprendono le loro sembianze umane, tuttavia indossano un vestito identico ai vecchi stracci di Cenerentola.
La matrigna compare anche nella serie televisiva House of Mouse - Il Topoclub (2001-2004), spesso nel locale di Topolino è seduta allo stesso tavolo con un'altra celebre cattiva Disney, la regina Grimilde da Biancaneve e i sette nani.
Appare inoltre nel videogioco Kingdom Hearts Birth by Sleep, la cui vicenda segue da vicino gli eventi del film, eccezion fatta per il finale. Quando il granduca Monocolao è in procinto di lasciare il castello, Aqua si presenta nel salone e chiede di poter provare a sua volta la scarpetta. Nonostante la sua preoccupazione (dovuta, probabilmente, al fatto che la scarpetta potrebbe effettivamente andarle, obbligandola a sposare il principe) questo espediente fornisce a Jac il tempo necessario per liberare Cenerentola dalla torre. Lady Tremaine riesce nuovamente a rompere la scarpetta, e Cenerentola rimedia mostrando la propria. A questo punto la donna e le sue figlie evocano un Nesciens a forma di zucca per vendicarsi di Cenerentola, ma tentando di controllarlo ne vengono consumate.
Nel film live-action Disney del 2015 diretto da Kenneth Branagh, Lady Tremaine, interpretata da Cate Blanchett, è più minacciosa e crudele rispetto alla versione animata. Il suo astio per Cenerentola non è solo frutto di invidia, ma affonda le radici in una profonda amarezza per le perdite subite e le opportunità mancate, che la portano a riversare la sua frustrazione su Cenerentola. La sua cattiveria si manifesta attraverso un controllo manipolatorio e una costante denigrazione. Il padre di Cenerentola aveva precedentemente conosciuto il suo ex marito in viaggio, Sir Francis Tremaine e dopo la tragica perdita della madre, decide di sposarsi con lei e portarla a vivere a casa sua, con le sue figlie e con Lucifero. Una volta che il padre muore in viaggio, Lady Tremaine si approfitta di Cenerentola e la riduce a sguattera, facendole anche mangiare privatamente gli avanzi del cibo una volta consumato. È lei stessa a strappare il vestito di Cenerentola, rivelandole la sua malvagità. In seguito capisce che Cenerentola la ha ingannata, si appropria della scarpetta rimasta, e ha un breve scontro con lei prima di chiuderla in una stanza. Si allea così con Il Granduca di Corte (che nel film originale era un personaggio buono e positivo), facendo un accordo con lui, per impedire che Cenerentola sposi il principe, e chiedendo una nuova sistemazione e dei mariti per Anastasia e Genoveffa. Prima di indossare la scarpetta, Cenerentola la rinnega, dicendole che non sara mai sua madre, anche se alla fine la perdona. Lady Tremaine, le Sorellastre e Il Granduca verranno tuttavia banditi dal regno. 